# Сила личности (фильм)
«Сила личности» — кинофильм, драма режиссёра Джона Эвилдсена.

## Сюжет
Действие фильма происходит в Южной Африке в 1930—1940 годы. Главный герой — английский мальчик Питер Кеннет-Кейт, которого все зовут Пикей (P.K.). Рано осиротевший, оставшийся на попечении больной матери, он вынужден выживать в суровом мире расовой сегрегации. Пикей идёт в школу, где он единственный англичанин среди африканеров. Будучи от природы весьма драчливым и задиристым парнем, он идёт на постоянные конфронтации с лидером класса африканер Бота.
Мама мальчика умирает, и он остаётся совсем один. Когда будущее становится совсем беспросветным, Пикей знакомится со странным человеком. Немец Карл Воленштейн, по прозвищу «Доктор» заменяет ему отца. «Доктор» даёт парню уроки музыки и занимается с ним по остальным школьным предметам. Начинается вторая мировая война. «Доктор» попадает в тюрьму из-за того, что он как иностранец не зарегистрировался должным образом. Пикей продолжает навещать своего учителя и заодно знакомится с остальными обитателями тюрьмы. Один из арестантов оказывается тренером по боксу и вскоре открывает в парне редкий спортивный талант…

## В ролях
- Стивен Дорфф — Пикей
- Гей Уитцер — Пикей в 7 лет
- Саймон Фентон — Пикей в 12 лет
- Дэниел Крейг — Япи Бота
- Робби Баллок — Бота, подросток
- Джон Гилгуд — Доктор
- А. Мюллер-Шталь — отец Джон
- Фэй Мастерсон — Мария Маре
- Морган Фримен — Гил Пит